# Santa María de les Feixes
Santa María de les Feixes es una ermita barroca situada en el término municipal de Sardañola del Vallés en el Camino de Can Catá. Cada año se celebra un encuentro el día de San Felipe.

## Historia
Aparece documentada por primera vez en 1316, donde se indica que disponía de varios altares. Aunque no se conserva el edificio original, desde la época medieval dependía de la iglesia parroquial de Sant Iscle y Santa Victoria de les Feixes, y estuvo vinculada a la masía de Can Canaletes. Magí Negrevernís, un ciudadano de Barcelona, la reconstruyó el 1784, después de adquirirla junto con la masía de Can Canaletes en una subasta pública en 1770, después de que fueran expulsados los jesuitas, propietarios hasta entonces.

## Arquitectura
Se trata de un edificio barroco con planta de cruz latina y un porche de entrada con tejados a dos vertientes y un campanario en forma de espadaña o sillita. Las paredes exteriores están enlucidas imitando la obra de mampostería, y el campanario tiene un frontón decorado con cerámica de color verde. La nave central tiene una bóveda de cañón reforzada con arcos y descansa sobre un arquitrabe sostenido por ménsulas decoradas con volutas y motivos vegetales. Antiguamente, las paredes de la nave central estaban pintadas. Las naves laterales tienen una cúpula decorada con guirnaldas y una moldura vegetal en el centro. Actualmente es una propiedad privada y su estado de conservación actual no es muy bueno, pero en 2007 se inició un proyecto de restauración. Una vez finalizada la restauración la ermita pasará a formar parte del Museo de Cerdanyola y se harán visitas concertadas una vez al mes.